# Ophelia radiata
Ophelia radiata är en ringmaskart som först beskrevs av Delle Chiaje 1828.  Ophelia radiata ingår i släktet Ophelia och familjen Opheliidae. Arten har ej påträffats i Sverige. Utöver nominatformen finns också underarten O. r. barquii.